# Sint-Nicolaaskerk (Nieuwveen)
De Sint-Nicolaaskerk is een rooms-katholieke kerk aan de Dorpsstraat 41 in Nieuwveen in de Nederlandse provincie Zuid-Holland.
De parochie Sint-Nicolaas werd in 1865 gesticht, voor die tijd gingen de gelovigen naar de kerk in Zevenhoven. De Sint-Nicolaaskerk werd gebouwd in 1867. Architect Theo Asseler ontwierp een eenvoudig kerkgebouw in neogotische stijl. Voor een kerktoren was nog geen geld.
Toen bisschop Bottemanne in 1886 een bezoek aan de Nicolaaskerk wilde brengen, kon hij het gebouw niet kon vinden omdat hij geen kerktoren zag. Hierop werd besloten een toren te laten bouwen. Architect Evert Margry ontwierp de neogotische kerktoren met een hoogte van 48 meter. De toenmalige pastoor Bruystens betaalde uit eigen middelen de fl. 10.770,- die de toren kostte. De parochianen namen de klokken en overige kosten voor rekening.
Het orgel uit 1876 werd gebouwd door de gebr. Smits uit Reek. Het orgel werd in 1956 en 2003 gerestaureerd.
Boven de ingang van de kerk staat een beeld van Sint-Nicolaas, dat werd gemaakt door Frans Stracké. In het portaal staan twee monumentale gedenkstenen. Een steen is van 1559 en is afkomstig uit de eerste Sint-Nicolaaskerk, die tijdens de reformatie werd overgenomen door de protestanten. De tweede steen uit 1740 komt uit de voormalige pastorie van Zevenhoven. In de voorgevel van de kerk zijn drie tegeltjes van "Geloof, Hoop en Liefde" ingemetseld, afkomstig uit arbeidershuisjes die door het kerkelijk armenbestuur waren gebouwd.
De oorspronkelijke klokken, waaronder de 528 kg zware Sint-Nicolaasklok, werden in 1943 door de Duitse bezetter gevorderd en naar Duitsland gebracht. Pas in 1949 konden ze worden vervangen.
De kerk is in gebruik bij de Clara en Franciscus Federatie.